# A Night for Dying Tigers
Pour plus de détails, voir Fiche technique et Distribution.
A Night for Dying Tigers est un film canadien réalisé par Terry Miles et Sidney Chiu, sorti en 2010.
Ce film, qui retrace le portrait sombre mais prenant d’une famille sur le point de se désintégrer, a été présenté en première mondiale à l'occasion de la 35e édition du Festival international du film de Toronto (TIFF).

## Synopsis
Dans à peine 24 heures, Jack entrera en prison et commencera à purger une sentence de cinq ans. Pour cette dernière soirée en liberté, il doit se rendre à la maison familiale, où il n’a pas mis les pieds depuis la mort subite de ses parents un an auparavant. Ce qui devait être une rencontre familiale cordiale à défaut d’être agréable se transforme rapidement en un tourbillon de regrets, de révélations fracassantes et de trahisons. Parfois hargneux, parfois avec une certaine retenue, les convives règlent leurs comptes, révélant ainsi les conflits et les tragédies qui ont marqué l’histoire familiale.

## Fiche technique
- Titre : A Night for Dying Tigers
- Réalisation : Terry Miles
- Scénario : Terry Miles
- Production : Sidney Chiu et Terry Miles
- Musique originale : Eiko Ishiwata
- Photographie : Lindsay George et Terry Miles
- Montage : Terry Miles
- Genre : Drame
- Société de production : Cinematovel Films Inc.
- Pays d'origine :  Canada
- Durée : 95 minutes
- Date de sortie : 
  -  Canada : 10 septembre 2010

## Distribution
- Jennifer Beals
- Gil Bellows
- Lauren Lee Smith
- Kathleen Robertson
- Tygh Runyan
- John Pyper Ferguson
- Leah Gibson
- Daniel Cudmore